# Loxoblemmus truncatus
Loxoblemmus truncatus är en insektsart som beskrevs av Brunner von Wattenwyl 1893. Loxoblemmus truncatus ingår i släktet Loxoblemmus och familjen syrsor. Inga underarter finns listade i Catalogue of Life.